# Decapterus macrosoma
Decapterus macrosoma és un peix teleosti de la família dels caràngids i de l'ordre dels perciformes.

## Morfologia
Pot arribar als 35 cm de llargària total.

## Distribució geogràfica
Es troba des de les costes de l'Àfrica oriental fins a Malàisia, Indonèsia i la Mar d'Arafura. També des del Golf de Califòrnia fins al Perú, incloent-hi les Illes Galápagos.